# Жеркув (гміна)
Гміна Жеркув (пол. Gmina Żerków) — місько-сільська гміна у північно-західній Польщі. Належить до Яроцинського повіту Великопольського воєводства.
Станом на 31 грудня 2011 у гміні проживало 10510 осіб.

## Територія
Згідно з даними за 2007 рік площа гміни становила 170.50 км², у тому числі:
- орні землі: 76.00%
- ліси: 15.00%

Таким чином, площа гміни становить 29.01% площі повіту.

## Населення
Станом на 31 грудня 2011:
| Опис     | Загалом | Загалом | Чоловіки | Чоловіки | Жінки | Жінки |
| -------- | ------- | ------- | -------- | -------- | ----- | ----- |
| одиниця  | осіб    | %       | осіб     | %        | осіб  | %     |
| все      | 10510   | 100     | 5276     | 50.20    | 5234  | 49.80 |
| міське   | 2164    | 100     | 1061     | 49.03    | 1103  | 50.97 |
| сільське | 8346    | 100     | 4215     | 50.50    | 4131  | 49.50 |

## Сусідні гміни
Гміна Жеркув межує з такими гмінами: Ґізалкі, Колачково, Котлін, Мілослав, Нове-Място-над-Вартою, Пиздри, Чермін, Яроцин.